# ويل د. كامبل
ويل د. كامبل (بالإنجليزية: Will Campbell)‏‏ (18 يوليو 1924 - 3 يونيو 2013 ) روائي، وكاتب سير من الولايات المتحدة.

## الجوائز
- الوسام الوطني للعلوم الإنسانية  [لغات أخرى]‏
- جائزة ليليان سميث للكتاب [الإنجليزية]‏